# Leonard Burkhardt
Leonard Burkhardt (* 1997 in Berlin) ist ein deutscher Schauspieler.

## Leben
Leonard Burkhardt machte seine ersten Schauspielerfahrungen bereits in der Grundschule und absolvierte sein Abitur im Kurs „Darstellendes Spiel“. Nach der Schule besuchte er das Herbstcamp am Jungen Deutschen Theater.
Von 2018 bis 2022 absolvierte er sein Schauspielstudium an der Theaterakademie August Everding in München, wo er in Regiearbeiten von Rennik-Jan Neggers, Katja Wachter, Malena Große und Tina Lanik mitwirkte. In der Spielzeit 2021/22 gastierte er am Staatstheater Darmstadt in einer Bühnenfassung von Mithu Sanyals Roman Identitti, in der er, an der Seite von Naffie Janha, Anna Böger und Patrick Khatami, sowohl Simon, den Freund der weiblichen Hauptfigur Nivedita, als auch ihre beste Freundin Priti verkörperte.
Seit der Spielzeit 2022/23 ist er festes Ensemblemitglied am Nationaltheater Mannheim. Dort spielte er bisher u. a. den Wasserverkäufer Wang in Der gute Mensch von Sezuan (Regie: Charlotte Sprenger), den Tambourmajor in Woyzeck (Regie: Branko Janack) und die Gräfin Olivia in Was ihr wollt (Regie: Christian Weise).
Leonard Burkhardt arbeitet auch für Film und Fernsehen und ist außerdem als Sprecher tätig. In der TV-Komödie Zurück aufs Eis (2022) spielte er den Freund der Tochter der weiblichen Hauptfigur Maren Brand (Inka Friedrich). In der 1. Staffel der österreichischen Krimiserie SOKO Linz (2022) übernahm er eine Episodenhauptrolle als tatverdächtiger Kammermusiker Bernardo Souza.
Burkhardt spielt mehrere Instrumente (Gitarre, Violine, Klavier, Schlagzeug und Cajón). Er lebt aktuell (Stand: März 2024) in Mannheim.

## Filmografie (Auswahl)
- 2021: Tatort: Dreams (Fernsehreihe)
- 2022: SOKO Linz: Da Capo (Fernsehserie, eine Folge)
- 2022: Zurück aufs Eis (Fernsehfilm)
- 2024: Der Zürich-Krimi: Borchert und der Schuss ins Herz (Fernsehreihe)
- 2025: Die Bestatterin – Tote leben länger (Fernsehreihe)

## Auszeichnungen
- 2025: Askania Award (Shooting Star)